# Acnemia amoena
Acnemia amoena är en tvåvingeart som beskrevs av Johannes Winnertz 1863. Acnemia amoena ingår i släktet Acnemia, och familjen svampmyggor. Enligt den finländska rödlistan är arten sårbar i Finland. Arten är reproducerande i Sverige. Artens livsmiljö är naturlundskogar.